# Cryphia ancharista
Cryphia ancharista là một loài bướm đêm trong họ Noctuidae.